# Association pour la promotion de la connaissance psychologique des êtres humains
Association pour la promotion de la connaissance psychologique des êtres humains en allemand (Verein zur Förderung der Psychologischen Menschenkenntnis, abrégé en VPM) est une association interdisciplinaire à orientation psychologique et pédagogique. Elle est fondée en 1986 par la psychologue Annemarie Buchholz-Kaiser (née le 12 octobre 1939, † 21 mai 2014) à partir des restes de l'École de psychothérapie de Zurich fondée par Friedrich Liebling,.
L'association se dissout en 2002 mais ses anciens membres sont toujours actifs et leur journal toujours publié.

## Positionnement politique
L'association est considérée comme politiquement de droite,. Le conservatisme de droite du VPM contrastait clairement avec l'orientation progressive de l'École de psychothérapie de Zurich de Friedrich Liebling dont l'Association s'est détachée.
L'association est considérée comme une organisation sectaire, dotée d'une hiérarchie rigide prônant un ordre moral très strict et où le respect de la doctrine donne lieu à des contrôles et à des sanctions.
L'association évolue rapidement vers l'extrême droite. Au cours des années 1990, elle œuvre dans toutes les campagnes politiques et médiatiques de la droite conservatrice, nationaliste et anti-Europe. En 1992, elle fait partie des opposants à un projet du Conseil fédéral visant à autoriser des prescriptions de stupéfiants avec un accompagnement médico-psycho-social pour aider les toxicomanes à se sevrer. L'association se trouve aux côtés de personnalités de la droite romande, de des magistrats, certaines associations d'anciens toxicomanes, ainsi que des sectes telles que l'Église de scientologie et la communauté du Patriarche. En avril 1999, l'association est très active au sein d'une nébuleuse d'extrême droite pour s'opposer à un projet de réforme de la Constitution fédérale suisse, aux côtés de personnalités telles qu'Ernst Indlekofer, condamné par la justice suisse pour négationnisme. En 2001, l'association est de nouveau aux côtés de l'extrême droite suisse et apporte son aide à des organisations autrichiennes hostiles à l'Union européenne. La même année, l'association est proche de l'Union démocratique du centre, parti suisse de droite conservatrice, et du parti nationaliste Action pour une Suisse indépendante et neutre, dans une campagne contre l'armement des soldats suisses à l'étranger.
Les campagnes publiques de l'association ne se font pas de manière ouverte, mais passent par la création d'associations et de structures distinctes adoptant une façade sociale, et que l'association contrôle en sous-main.

## Publication
Le journal Zeit-Fragen traite principalement de sujets directement ou indirectement liés à l'association. La version française se nomme Horizons et débats, sa version anglophone Current Concerns et sa version italophone Discorso libero.
Le journal suisse Le Temps considère les éditions Zeit-fragen comme « un organe informel de cette secte ultraconservatrice ».

### Publications de l'association
- Standort Schule – Schul«reform» – die heimliche Abschaffung der Schule, 4 Bände, Verlag Menschenkenntnis 1991,  (ISBN 3-906989-05-4)
- Ausgegrenzt: VPM – Menschenrechtsverletzungen im schweizerischen Alltag, 34 Erfahrungsberichte, Verlag Menschenkenntnis 1993,  (ISBN 3-906989-30-5)

### Publications Pour
- Gerhard Besier/Erwin K. Scheuch (Hrsg.): Die neuen Inquisitoren, Religionsfreiheit und Glaubensneid, Band II, Edition Interfrom 1999,  (ISBN 3-7201-5278-2) (darin abgedruckt: Martin Kriele, Gutachterliche Stellungnahme im Verfahren Verein zur Förderung der Psychologischen Menschenkenntnis gegen die Bundesrepublik Deutschland, 4. November  1993)
- Felix Flückiger: «Sekten»-Jagd. Die Neue Intoleranz – Fakten, Hintergründe, Einwände. Alpenland Verlag, Zürich 1998;  (ISBN 3-9521711-0-7) (mit einem ausführlichen Kapitel über den VPM)

### Publications Contre
- Ingolf Efler, Holger Reile (Hrsg.): VPM – Die Psychosekte. Rowohlt Verlag, Reinbek 1995,  (ISBN 3-499-19911-4).
- Hansjörg Hemminger: VPM. Der «Verein zur Förderung der psychologischen Menschenkenntnis» und Friedrich Lieblings «Zürcher Schule». Evangelischer Presseverband für Bayern : München, 1994,  (ISBN 3-583-50663-4)
- Eugen Sorg: Lieblingsgeschichten. Die «Zürcher Schule» oder Innenansichten eines Psycho-Unternehmens., Weltwoche Verlag : Zürich, 1991,  (ISBN 3-855-04130-X)
- Hugo Stamm: VPM – Die Seelenfalle. «Psychologische Menschenkenntnis» als Heilsprogramm. Werd Verlag, Zürich 1993,  (ISBN 3-859-32162-5)
- Thomas Zschaber: Manipulation und Indoktrination durch Sprache. Eine Literaturanalyse mit einer anschließenden Untersuchung von pädagogisch-psychologischen Doktrinen. Verlag Paul Haupt : Bern, Stuttgart, Wien, 1993,  (ISBN 3-258-04798-7)